# Barjora
Barjora là một thị trấn thống kê (census town) của quận Bankura thuộc bang Tây Bengal, Ấn Độ.

## Địa lý
Barjora có vị trí 23°26′B 87°17′Đ / 23,43°B 87,28°Đ Nó có độ cao trung bình là 75 mét (246 foot).

## Nhân khẩu
Theo điều tra dân số năm 2001 của Ấn Độ, Barjora có dân số 11.509 người. Phái nam chiếm 52% tổng số dân và phái nữ chiếm 48%. Barjora có tỷ lệ 73% biết đọc biết viết, cao hơn tỷ lệ trung bình toàn quốc là 59,5%: tỷ lệ cho phái nam là 80%, và tỷ lệ cho phái nữ là 65%. Tại Barjora, 9% dân số nhỏ hơn 6 tuổi.